# Onatra (transport routier)
Pour les articles homonymes, voir Onatra.
Onatra (Omnium NAtional de TRAnsports) était une société de transports routiers, basée à Marseille. Ce fut une des plus importantes sociétés françaises de transport de matières dangereuses.

## Historique
La société fut fondée en 1950 par Jean Arcostanzo. Elle est dans les années 1960 et 1970 une des plus importantes entreprises de transport françaises, passant du transport général aux bennes puis aux citernes, et notamment au transport de matières dangereuses, profitant d'une demande en augmentation constante durant les Trente glorieuses, en particulier du fait du développement de l'industrie chimique française. Mais l'entreprise connaît aussi des tensions sociales. 
Au début des années 1970, la société s'implante à Saint-Auban-sur-Durance ; elle alors la seule entreprise de transports routiers comptant de plus de 200 salariés dans les Bouches-du-Rhône et possède 467 véhicules, soit plus que l'effectif des transporteurs artisans de la région. En 1974, l'entreprise est en France la plus grosse de son secteur, avec 1000 camions et 1200 licences. Cette même année, c'est dans la branche de Roissy que Lilyane Slavsky, une des premières femmes chauffeur routier professionnelles en France, commence à travailler.
En 1985, après son expansion par la création de filiales dans diverses régions de France, en Espagne, en Allemagne et en Italie, les actifs sont cédés à 6 entités nouvelles :
- Transchem (338-037-021) radiée le 18 janvier 1996[6].
- Translacq (non identifiée)
- Onalor (338-157-944) reprise par Samat Normandie[7].
- Qnater (non identifiée)
- Onasud (338-090-707) cédée le 26 février 1992[8].
- Sogestra (338-090-871) cédée le 26 février 1992[9].

Le 10 octobre 1990, la société Onatra est mise en redressement judiciaire, cette procédure étant convertie le même jour en liquidation judiciaire.

## Source
- Site des anciens employés d'Onatra